# Kothuru, Mulbagal
Kothuru là một làng thuộc tehsil Mulbagal, huyện Kolar, bang Karnataka, Ấn Độ.